# Вираппан
Ви́ра́ппан (полное имя Ку́си Мунисва́ми Ви́ра́ппан, англ. Koose Muniswamy Veerappan, там. கூசு முனிசாமி வீரப்பன்; 18 января 1952 — 18 октября 2004) — лидер крупного бандформирования, действовавшего в Индии с конца 1980-х по 2004 год на территории в несколько тысяч км² на стыке штатов Тамилнаду, Карнатака и Керала. Отряд Вираппана занимался незаконной рубкой ценных пород дерева, контрабандой древесины, браконьерством и похищениями людей за выкуп. На счету банды — сотни убийств, в том числе многие совершённые лично Вираппаном; многочисленные столкновения людей Вираппана с силами правоохранительных органов приводили к десяткам убитых с обеих сторон. Попытки борьбы с Вираппаном с помощью военизированных формирований долгое время не давали результата, пока он не был убит в результате спецоперации. Несмотря на многочисленные преступления, в глазах значительной части местного населения Вираппан имеет имидж «благородного разбойника» и борца с произволом властей. Некоторые источники называли Вираппана самым известным бандитом Индии. Его деятельность постоянно освещалась в индийских СМИ на общенациональном уровне.

## Ранние годы жизни
О детстве и юности Вираппана известно мало. Вираппан по национальности тамил; он родился в деревне Гопинатам (ныне штат Карнатака, в те годы — штат Мадрас) в бедной пастушеской семье, принадлежавшей к касте ваннияр — одной из самых низких в кастовой иерархии Южной Индии. Уже в возрасте 10 лет он, движимый нуждой, приобщился к браконьерскому промыслу, занимаясь добычей слонов и незаконной продажей слоновой кости; известно, что как раз тогда он впервые лично добыл слона. Свои первые убийства Вираппан совершил, видимо, в 17 лет, участвуя в вооружённых столкновениях местных преступных групп. Существует информация, что Вираппан с юности испытывал враждебные чувства к представителям правоохранительных органов, поскольку сложные отношения с полицейским привели его сестру к самоубийству. В 18 лет Вираппан ушёл из деревни в джунгли, примкнув к шайке одного из известных в тех местах разбойничьих атаманов, который, заметив способности юноши, взял его под покровительство.
В 1986 году Вираппан был арестован и заключён в тюрьму, но почти сразу оказался вновь на свободе по ходатайству одного из чиновников. Утверждается, что за его освобождение была уплачена взятка в 2 тыс. долл. Серьёзное внимание властей на общенациональном уровне деятельность Вираппана впервые привлекла в 1987 году, когда он убил высокопоставленного чиновника Индийской лесной службы, пытавшегося бороться с браконьерством (этот случай приобрёл широчайшее освещение в СМИ).

## Во главе банды (1990—2000-е годы)

### Столкновения с полицией
К 1990 году Вираппан собрал крупную банду, фактически взяв под контроль ситуацию на значительной территории. Разбойники, скрываясь в лесу, действовали в малозаселённой (по индийским меркам) и глухой горной местности, где проживали крайне бедные и отсталые крестьянские общины из самых низших, по кастовой иерархии, слоёв — так называемых списочных каст и племён. Родственные и кастовые связи бандитов, наводимый ими террор и повальная коррумпированность местной администрации делали фактически невозможным проведение эффективной борьбы с отрядом Вираппана, численность которого постоянно росла. Для поимки или уничтожения Вираппана в 1993 году была создана специальная группа правоохранительных органов (англ. Special Task Force), насчитывавшая до полутора тысяч человек. Однако деятельность сил, выделенных против Вираппана, сопровождалась частыми актами насилия против населения (жестокие «зачистки», внесудебные расправы, пытки и даже изнасилования), что лишь способствовало популярности Вираппана среди крестьян и заставило власти принять меры уже против самих полицейских.

Административный округ Дхармапури (на карте штата Тамилнаду) — места наибольшей активности разбойников Вираппана

Масштабная деятельность банды приводила к постоянным боестолкновениям с полицией и военизированными формированиями. В целом на счету банды Вираппана — доказанная гибель по меньшей мере 36 полицейских и сотрудников лесной службы, по другим данным даже до 50. Разбойников отличали хорошая организованность и высокая мобильность. В ходе боестолкновений Вираппан, нанося чувствительные удары, обычно умело избегал преследования, проходя в сутки иногда до 40 км. Даже высокопоставленные офицеры правоохранительных органов Индии в интервью прессе с уважением отзывались о способностях Вираппана как руководителя. Бандиты проявляли дерзость и смелость, зачастую первыми атакуя силы правопорядка и устраивая им засады. Наиболее громкой акцией стал подрыв людьми Вираппана полицейского автобуса в 1992 году, когда погибли сразу 22 полицейских. Банда была хорошо вооружена стрелковым оружием военного образца, в том числе автоматическим, и насчитывала сотни членов. Ареал её активной деятельности охватывал районы, принадлежавшие к трём штатам, общей площадью около 6 тыс. км². Основные базы Вираппана располагались в лесу Намадалли.
В столкновениях с правоохранительными органами были убиты 56 членов банды, ещё как минимум 20 были арестованы. Брат Вираппана Арджунан в 1996 году покончил с собой, чтобы не попасть в руки полиции. В отместку Вираппан совершил налёт на полицейский участок, один полицейский при этом погиб. Полицейского чиновника, который, как считалось, довёл сестру Вираппана до самоубийства, он лично обезглавил топором. Бандиты наводили террор среди крестьян и пастухов, проявляя абсолютную беспощадность по отношению к тем, кто сообщал полиции хотя бы какую-то информацию о них. По крайней мере 80 человек из числа убитых бандой были свидетелями преступлений Вираппана, которые потенциально могли дать информацию полиции, или осведомителями.
Вираппан прославился решительностью и крайней жестокостью. Так, известно, что он со своими людьми убивал в течение двух дней по пять человек в отместку за арест его жены. Однажды Вираппан приказал убить 10 человек из одного племени, в том числе 7 членов одной семьи. Среди наиболее жестоких деяний Вираппана — варка заживо двух сотрудников лесной службы; нескольких других Вираппан изрубил на куски и затем скормил прудовым рыбам. Однако Вираппан снискал себе высокую популярность среди простого народа, щедро награждая лояльных, особенно тех, кто оказывал его банде непосредственную помощь, приобретя ореол «благородного разбойника», отбирающего деньги у богатых и помогающего бедноте. Известно также, что он бесплатно раздавал самым бедным крестьянам земельные участки на контролируемой им территории. Поддержка со стороны населения была одним из главных факторов, способствовавших неуловимости Вираппана.

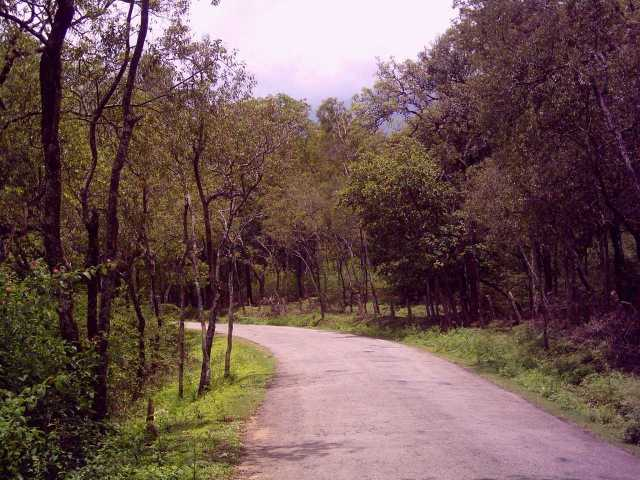
Сандаловый лес в горной части штата Тамилнаду. В такой местности действовал отряд Вираппана.

### Незаконный промысел и похищения людей
Вираппан получал основную выручку, занимаясь браконьерством и незаконной добычей ценной древесины, прежде всего сандала, налаживая также сбыт добываемого сырья (в том числе и за рубеж). По некоторым подсчётам, за время своей активной браконьерской деятельности банда Вираппана отстреляла примерно 2 тыс. слонов, выручив на продаже слоновой кости около 120 млн. рупий (около 3,5 млн долл.). Незаконная торговля сандаловой древесиной принесла Вираппану около 1 млрд рупий (свыше 27 млн долл.), при этом объём проданной древесины составляет примерно 10 тыс. тонн. На контролируемой им территории Вираппан не позволял действовать другим преступным сообществам — так, его банда полностью ликвидировала одну из конкурировавших шаек браконьеров.
За голову Вираппана была назначена награда в 5 млн рупий (около 150 тыс. долл.). На Вираппана было заведено в общей сложности 176 уголовных дел — 106 в Тамилнаду и 70 в Карнатаке. Однако прямой подкуп Вираппаном многих представителей администрации вплоть до уровня правительства штата позволял бандиту чувствовать себя относительно спокойно.
В середине 1990-х годов Вираппан уже был широко известен всей Индии. Однако особенно громко его имя зазвучало в прессе в связи с похищениями людей, которые Вираппан начал практиковать с 1997 года. Объектами похищений часто становились журналисты или сотрудники государственных органов. Наиболее известный случай произошёл в 2000 году — банда похитила популярного в Индии киноактёра Раджкумара и держала его в заточении 108 дней, пока не был уплачен выкуп в 300 млн рупий, или 6,5 млн долл. (впрочем, сам актёр факт выкупа отрицал). Другой известный деятель, похищенный Вираппаном в 2002 году, бывший министр сельского хозяйства штата Карнатака Х.Нагаппа, был найден убитым.

## Семейная жизнь и убеждения

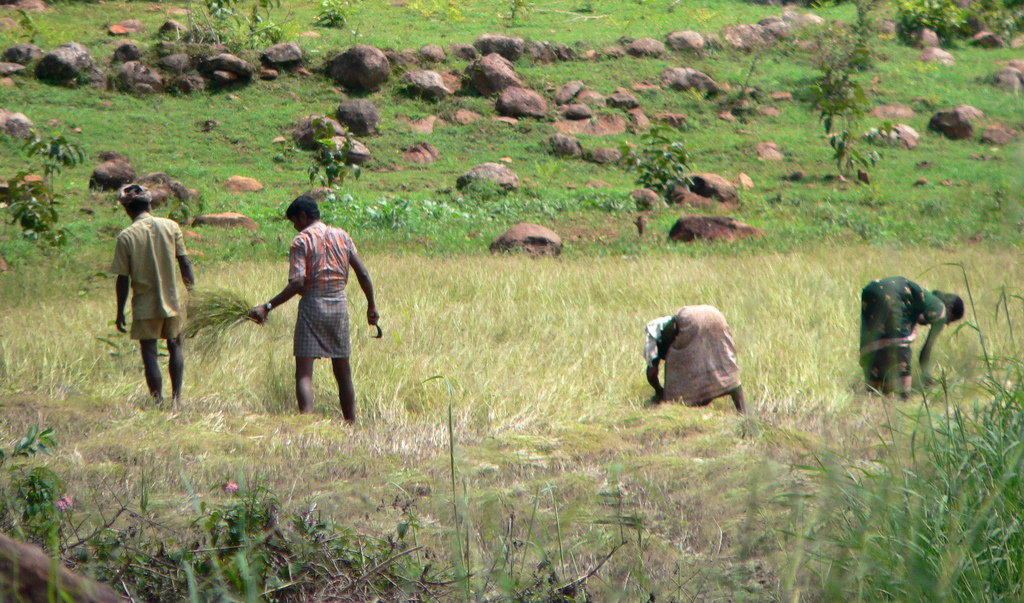
Крестьяне-тамилы за работой. Вираппан был выходцем из беднейшего крестьянства.

Несмотря на высокие доходы, получаемые от разбойничьего промысла, Вираппан жил в лесу вместе с остальной бандой. Согласно отзывам, в повседневном быту он отличался простотой и непритязательностью, не выделяясь по образу жизни среди остальных разбойников — одевался в обычную армейскую форму, спал в палатке, ел то же, что и все.
В 1990 году Вираппан женился на 16-летней Мутулакшми, от брака с которой у него родились две дочери, Видьярани и Прабха. По некоторым сведениям, свою третью, младшую дочь Вираппан собственноручно задушил во время одной из стычек с полицией, опасаясь, что её плач привлечёт преследователей. Вираппан редко виделся с семьёй, проводя почти всё время в лесу. По словам Мутулакшми, последний раз она видела мужа в 2001 году. В настоящее время вдова и обе дочери проживают в штате Тамилнаду. Мутулакшми была несколько раз арестована; последний раз она находилась под стражей с ноября 2008 по апрель 2011 года по обвинению в соучастии в преступлениях супруга, но затем освобождена.
Оба брата Вираппана участвовали в его делах. Один из них отравился, чтобы не попасться полицейским, другой находится в пожизненном заключении в тюрьме.
Известно, что Вираппан придерживался националистических убеждений. По крайней мере, его популярности немало способствовало постоянное манипулирование националистическими настроениями тамилов, особенно в последние годы жизни. Так, Вираппан не раз утверждал, что «сражается за весь 60-миллионный тамильский народ». Он имел тесные контакты с деятелями тамильского националистического вооружённого подполья (один из боевиков-националистов был убит вместе с ним) и выражал явные симпатии сепаратистской борьбе тамилов на Шри-Ланке, установив, по-видимому, постоянную связь с ТОТИ. Национальный фактор в середине 1990-х годов, видимо, сыграл важную роль в том, что власти Тамилнаду смотрели сквозь пальцы на деятельность его банды. Огромные усы, ставшие неотъемлемой частью внешности Вираппана, бандит отпустил специально, чтобы быть похожим на одного из тамильских национальных героев Каттабоммана.

## Гибель

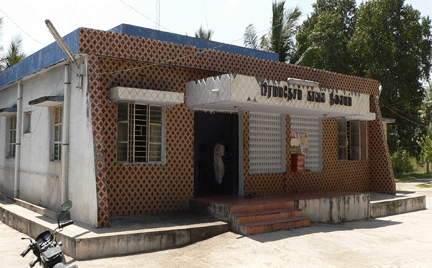
Типичный полицейский участок в сельской местности штата Тамилнаду

Обстоятельства гибели Вираппана остаются до конца не выясненными. По наиболее распространённой версии 18 октября 2004 года Вираппана с тремя подручными хитростью заманили в гости к одному из местных жителей, где им подали отравленную еду. Когда отравившихся, но ещё живых бандитов повезли на автомобиле в больницу, их на дороге ждал полицейский дозор. Вираппан, окружённый полицейскими, отказался сдаться и был застрелен вместе с другими разбойниками. Неизвестно, почему полиция предпочла убить Вираппана и его людей, хотя была возможность легко взять их живыми.
Смерть Вираппана вызвала неоднозначные настроения среди простого населения. Среди бедноты прочно сложился образ Вираппана как борца за справедливость, помогавшего неимущим, страдавшим от притеснений со стороны властей и полиции. Невзирая на огромное число убийств, совершённых Вираппаном, многие местные жители остаются в убеждении, что он никогда не трогал простых людей, а деньги, полученные в качестве выкупа, отдавал беднякам. В немалой степени таким настроениям способствовало крайнее недовольство народа действительно имевшим место в глухих районах произволом полиции и злоупотреблениями чиновников. Показательно, что на похороны Вираппана, невзирая на введённые властями ограничения, пришло свыше 20 тыс. чел., а его гхату — месту кремации (тело Вираппана, согласно индуистскому погребальному обычаю, было сожжено, а прах брошен в воду) — местные жители продолжают оказывать высокие почести.
После гибели Вираппана бандитизм в горах Тамилнаду не прекратился, место обезглавленной банды Вираппана стали занимать другие шайки браконьеров и торговцев сандалом.
История Вираппана нашла отражение в индийской популярной литературе и кинематографе. О Вираппане снято несколько документальных и художественных фильмов.